# سكوت مان
سكوت مان (بالإنجليزية: Scott Mann)‏ هو سياسي بريطاني، ولد في 24 يونيو 1977 في المملكة المتحدة. حزبياً، نشط في حزب المحافظين. في الانتخابات العامة في المملكة المتحدة 2015، انتخب عضو برلمان المملكة المتحدة الـ56 عن دائرة كورنوال الشمالية وقد انضم خلال فترته النيابية ‏ (8 مايو 2015 – 3 مايو 2017) للكتلة البرلمانية حزب المحافظين وفي الانتخابات التشريعية البريطانية 2017، انتخب عضو برلمان المملكة المتحدة الـ57 عن دائرة كورنوال الشمالية وقد انضم خلال فترته النيابية ‏ (8 يونيو 2017 – ) للكتلة البرلمانية حزب المحافظين.